# Hotels.com
Hotels.com ist eine Website, über die man online und telefonisch Hotels buchen kann. Das Unternehmen besitzt 85 Websites in 34 Sprachen und umfasst über 240.000 Hotels an ca. 19.000 Standorten. Das Geschäft von Hotels.com besteht in der Online-Buchung von Hotels, Pensionen, einigen Ferienwohnungen und anderen Unterkunftsformen. Hotels.com wurde im Jahr 1991 als Hotel Reservations Network (HRN) gegründet. 2001 wurde das Unternehmen Teil von Expedia Inc. übernommen, die heute die Website über Hotels.com LP, einer Limited Partnership mit Sitz in Dallas, Texas, USA betreibt. Im Jahr 2002 erfolgte die Umbenennung in Hotels.com.

## Geschichte
Hotels.com wurde 1991 von David Litman und Robert Diener als Hotel Reservations Network (HRN) gegründet und bot in den USA Hotelreservierungen über eine gebührenfreie Telefonnummer an. 2001 wurde das Unternehmen von USA Networks Inc (USAI) übernommen, die auch eine Mehrheitsbeteiligung am Online-Reisebuchungsportal Expedia erwarb.
2002 änderte HRN seinen Namen in Hotels.com und bot neben der Offline-Marke 1-800-2-Hotels auch Online-Hotelbuchungen an. In den nächsten zwei Jahren wurde mit 29 zusätzlichen Websites weltweit expandiert. 2003 wurde USAI in InterActiveCorp (IAC) umbenannt. 2005 spaltete IAC seinen Reisegeschäftszweig unter dem Namen Expedia Inc. ab. Hotels.com wurde so zu einem aktiven Unternehmen von Expedia Inc.
Seit 2002 expandiert das Unternehmen weltweit und besitzt heute Websites für Nord-, Mittel- und Südamerika, Europa, Australien, Japan, China, den Asiatisch-Pazifischen Raum, den Nahen Osten und Südafrika. Kunden aus aller Welt können online oder telefonisch bei den mehrsprachigen Call-Centern buchen. Je nach Land, in dem der Kunde bucht, sind die Anrufe gebührenfrei oder kostenpflichtig.

## Bonusprogramm
Wie seine Mitbewerber Agoda und Orbitz bietet auch Hotels.com ein Bonusprogramm. Damit erhalten Kunden Rabatt auf viele, aber nicht alle Hotels, egal um welche Kette oder Unterkunftsart es sich handelt. Vorausgesetzt, dass alle Übernachtungen bei Hotels.com gebucht wurden, kann der Kunde nach jeder 10. Übernachtung einen Preisnachlass bei einer anschließenden Hotels.com-Buchung in Anspruch nehmen. Der Preisnachlass entspricht dem Durchschnittswert dieser zehn vorangegangenen Übernachtungen.

## Hotelpreis-Index
Seit 2004 veröffentlicht Hotels.com zweimal im Jahr einen Überblick über weltweite Preistrends bei Hotelzimmern, den sogenannten Hotelpreis-Index. Im Hotelpreis-Index werden die weltweit von Hotels.com-Kunden tatsächlich gezahlten Preise pro Hotelzimmer und Nacht in den letzten sechs Monaten erfasst. Grundlage hierfür ist ein gewichteter Durchschnittswert, der auf der Anzahl der gebuchten Zimmer des jeweiligen Marktes basiert, in dem Hotels.com aktiv ist. Die Daten umfassen auffällige Preisänderungen, einen Vergleich zwischen Reisezielen und Hotelarten und andere Analysen bezüglich des Preises. Der Hotelpreis-Index wird im Rahmen der Pressearbeit des Unternehmens digital und gedruckt publiziert und richtet sich an Journalisten, die Medien und Hoteliers.

## Kritik
Im Mai 2007 wurde gegen Hotels.com eine Sammelklage (Smith v. Hotels.com L.P., California Superior Court, Alameda County, Fallnr. RG07327029) eingereicht wegen „anhaltender Diskriminierung von Personen mit körperlicher Behinderung, die das weltweite Buchungsnetzwerk von Hotels.com zum Reservieren von Hotelzimmern nutzen möchten, aber nicht können“. Das Unternehmen wies den Vorwurf zurück und widersprach der Klage, wurde aber in einem Fall wegen Verstoßes gegen den kalifornischen Unruh Civil Rights Act und in einem weiteren Fall wegen Verstoßes gegen Wettbewerbsrecht schuldig gesprochen. Hotels.com willigte anschließend ein, geeignete Informationen zur Barrierefreiheit der auf seiner Website angebotenen Hotels bereitzustellen.